# Culture sur butte

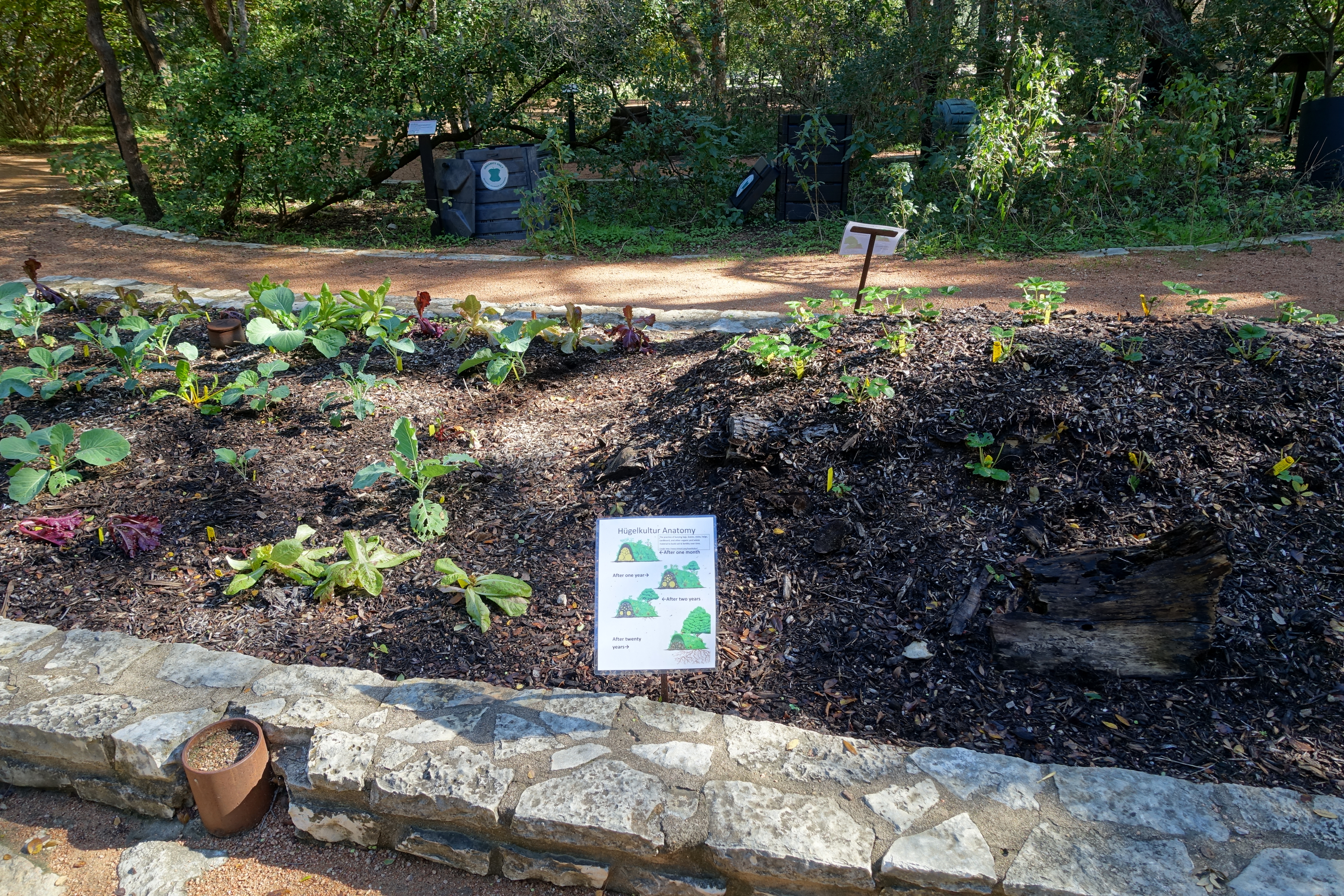
Culture sur butte dans un jardin botanique texan.

La culture sur butte est basée sur la création de monticule de terre pérenne destiné à recevoir les cultures. Elles peuvent avoir des formes et des compositions variées mais on distingue deux grandes familles de buttes : les « buttes autofertilles » et les « buttes de terre ».
Les buttes « autofertiles » ou « en lasagne » sont considérées comme une technique de permaculture bien qu'elles ne soient à aucun moment mentionnées dans les livres fondateurs de la permaculture "Permaculture 1 et 2" de Bill Mollison et David Holmgren. C'est en réalité Sepp Holzer, un agriculteur autrichien, qui a popularisé le concept de culture sur buttes, Hügelkultur en allemand. Dans ces buttes, les végétaux poussent sur un empilement de différentes couches de matériaux compostables. La butte de culture ainsi formée est aussi appelée butte autofertile ou hügelkultur (de l'allemand Hügelbeet). Elle peut être immédiatement destinée à la culture, ou nécessiter un temps de maturation. Adoptée par les défenseurs de la permaculture, cette technique aiderait à améliorer les qualités agronomiques d'un sol, comme la fertilité ou la rétention d'eau, surtout en milieu aride ou sur un sol de mauvaise qualité.
Les buttes de terre ou planches surélevées sont un mode de culture dans lequel la partie cultivée est surélevée. La technique la plus courante consiste à creuser légèrement les allées et à déposer la terre sur la butte. Les buttes étant ensuite paillées ou recouvertes de compost.

## Théorie et avantages

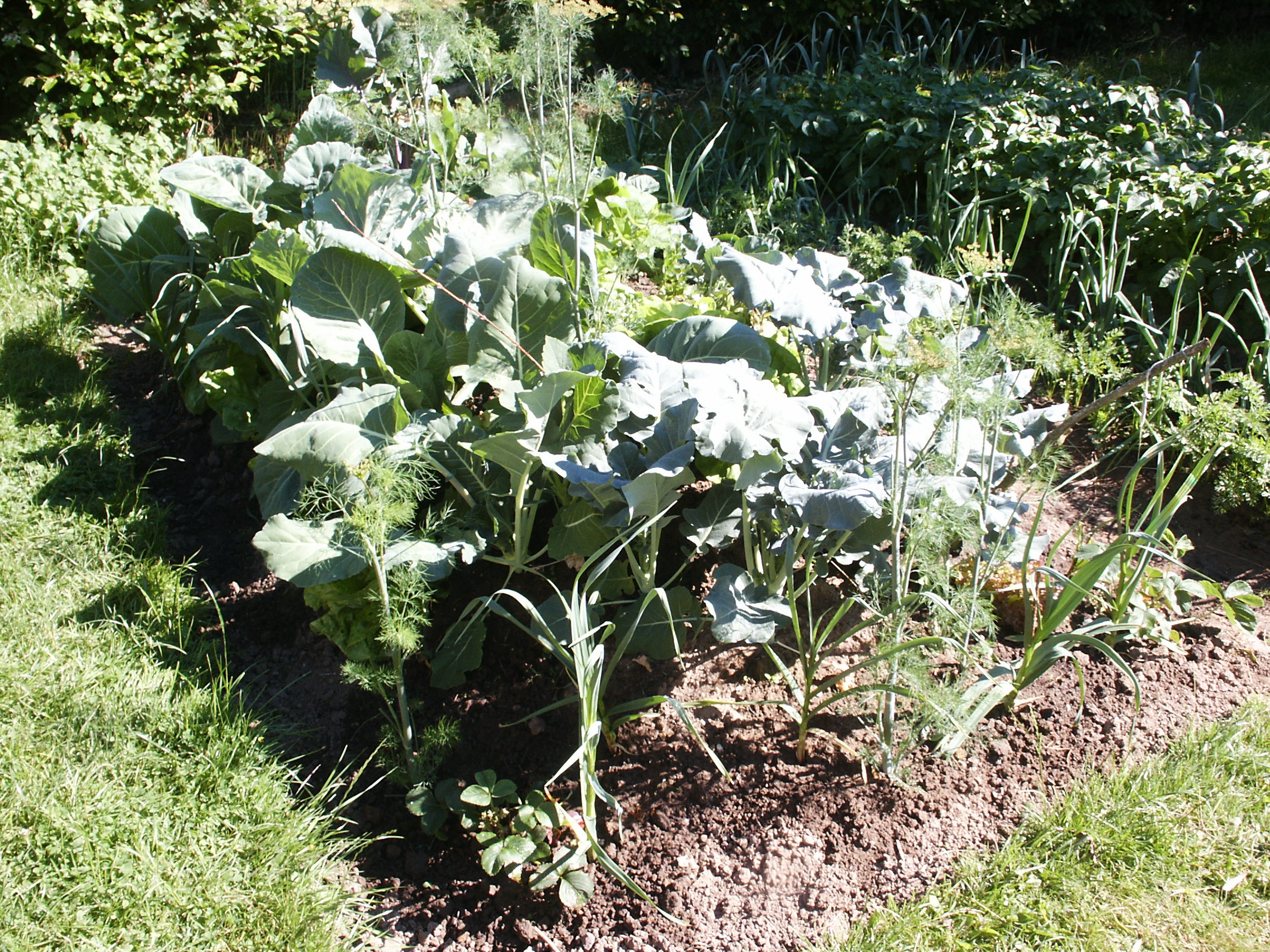
Butte plantée de chou-rave, aneth, ail et quelques fraisiers.

### Permanence du sol
Le premier avantage de la création d'une butte est (comme pour la culture en carré) de rendre l'espace de culture pérenne et spatialement défini. Ainsi, l’ensemble des efforts réalisés pour améliorer la qualité du sol sera concentré durablement sur l'espace cultivé. La création d'allées, elles aussi permanentes limite l'emprise des zones compactées.
Le non-travail du sol (une fois la butte en place) respecte ses horizons, et donc la faune du sol, qui est ainsi favorisée,.

### Microtopographie et microclimat
La forme de la butte favorise le réchauffement par le soleil dont les rayons atteignent le sol avec un meilleur angle. Ce gain de chaleur peut atteindre de 2 à 4°. En outre  La partie exposée au soleil se réchauffe plus vite d'un côté, et le climat n'est pas le même entre le sommet d'une butte et sa base. Cette micro-topographie crée des différences de température au sein de la butte. Cela permet d'adapter l'emplacement des plantes en fonction de leurs besoins. 
À la fin de l'hiver, la forme en butte favorise le ressuyage des sols indispensable au redémarrage de l'activité microbienne du sol. Dans les zones humides la forme surélevée permet également un meilleur drainage,.
Comme dans le cas de cultures surélevées, les buttes évitent au cultivateur de trop se courber pour mettre en place, entretenir et récolter la production.
Enfin, la profondeur et la surface de culture sont mécaniquement augmentés grâce à la forme arrondie,.

### Apport de matière organique pour les buttes auto-fertiles
Dans les cas des buttes "auto-fertiles" l'apport initial massif de matière organique permet la formation d'humus et l'installation d'une faune du sol diversifiée,. C'est pourquoi cette technique est donc préconisée dans le cas de sol pauvres, de très mauvaise qualité, très compacté, ou très caillouteux. La technique est censée reproduire le processus naturel de décomposition qui se produit dans les sols des forêts.
Cet apport de matière améliore la fertilité du sol et sa rétention d'eau. L'humidité est retenue par l'accumulation de bois et de matière organique. Le bois se décompose, sa porosité augmente, il garde ainsi l'humidité comme une éponge. L'évaporation est faible et donc l'arrosage peut être limité,. 

## Inconvénients

### Controverses des buttes auto-fertiles
Selon ses détracteurs, le principe de la culture sur butte « auto-fertiles » enfreint des principes fondamentaux de l'écologie (en particulier de la pédologie). La matière organique est enfouie, alors que le processus de formation d'humus se fait normalement en présence d'oxygène. Cela provoque une inversion des couches, ce qui est défavorable à la formation d'un sol de qualité. 
Cette technique apparaît adaptée pour fertiliser des sols pauvres ou restaurer des sols dégradés mais elle est souvent mise en œuvre dans des cas où le sol est déjà de bonne qualité. Cultiver sur une butte revient alors à effectuer une culture hors-sol,.

### Les revers de la médaille
Plusieurs avantages listés ci-dessus présentent également des inconvénients qu'il convient de prendre en compte.
Le meilleur ressuyage, le réchauffement ainsi qu'une plus grande exposition aux vents peuvent dans certaines conditions entrainer un assèchement de la butte. Le paillage permet de réduire ce risque. Dans tous les cas, un contrôle des besoins d'arrosage est nécessaire.
La grande concentration de matière organique et le non-travail du sol, bénéfiques aux plantes cultivées, favorisent également le développement des plantes adventices et des animaux nuisibles.[source insuffisante]

## Littérature scientifique
En 2017, il n'y a pas d'études publiées dans des journaux scientifiques, mais il y a quelques projets étudiants traitant de l'efficacité de la technique. Une étude à court terme et à petite échelle a étudié cette méthode, dans une démarche de meilleure gestion des déchets verts, et aussi dans le but de déterminer si des haricots de Lima, du chou frisé et du gombo plantés sur une butte de culture montrent des signes de carence en nutriments. Plus de 11 tonnes de déchets verts ont été utilisés pour réaliser la butte, et aucune carence en nutriments n'a pu être détectée dans le cadre de l'étude. Dans les faits, malgré les préoccupations concernant l'immobilisation et la carence en azote à cause d'un apport massif de matériaux ligneux, on a retrouvé un niveau un peu plus élevé d’azote dans les légumes de la butte de culture.
Une thèse d'étudiant a étudié la capacité de rétention d'eau des buttes et a déterminé si cette technique pouvait être utile pour prévenir la désertification en Chine. Après trois mois de mesures, la concentration en eau est restée élevée : les échantillons prélevés sur les buttes contenaient presque deux fois plus d'eau que ceux provenant de parcelles témoins. Il a été suggéré qu'un hectare cultivé de cette façon contient 3 à 10 fois plus d'eau qu'un terrain plat affecté par la désertification rocheuse karstique.

## Utilisation

### Construction

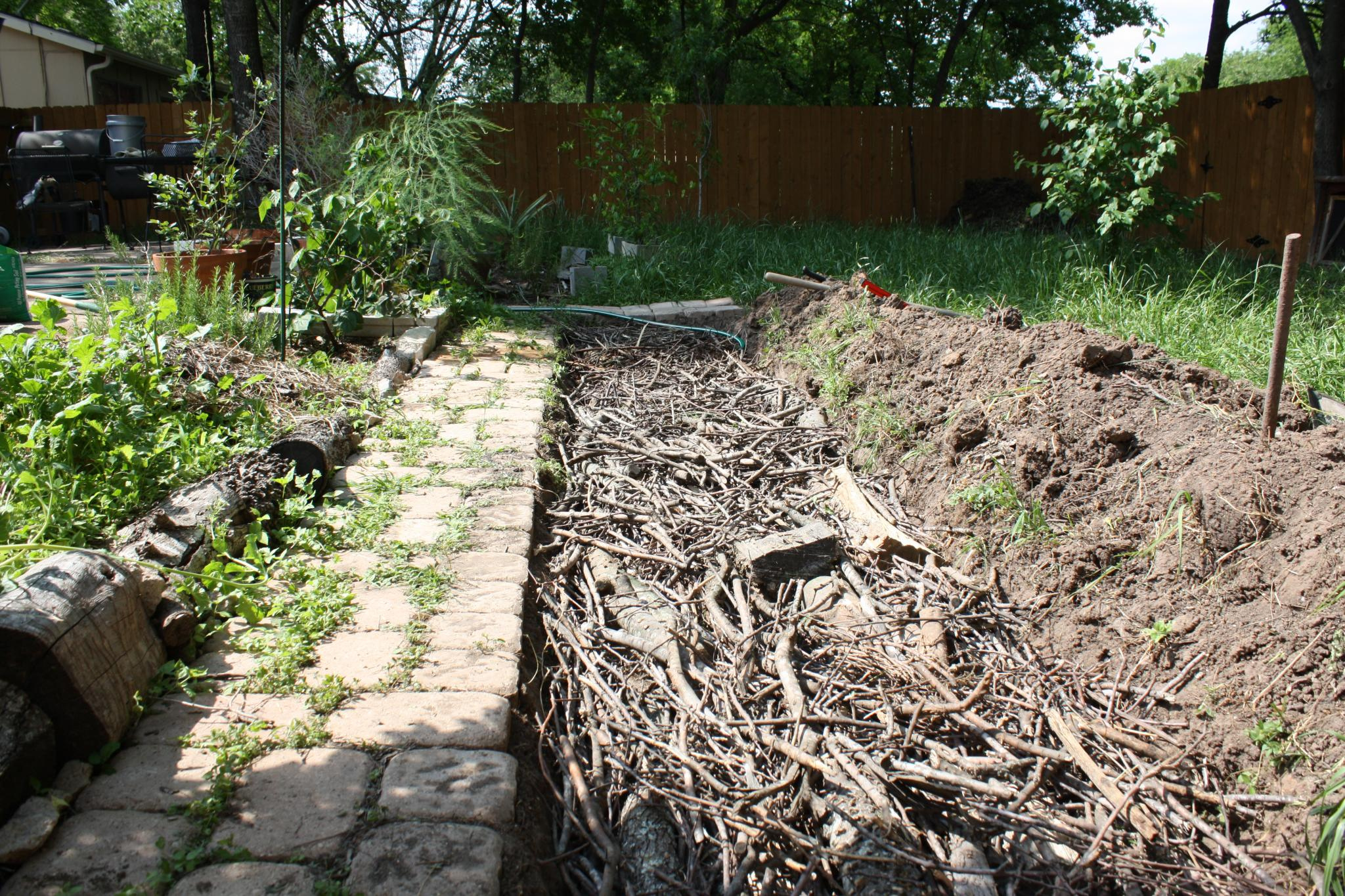
Butte en cours de construction.

Dans sa forme basique, un monticule est construit en empilant des branches, des matériaux ligneux (bûches, branches sèches, copeaux, écorces, bois raméal fragmenté) et des matériaux riches en azote (paille, tonte, feuilles, compost, fumier, déchets végétaux divers...) directement sur le sol. Cette construction a la forme d'une pyramide. Les pentes forment un angle avec le sol compris entre 65 et 80°. En règle générale, la butte ne dépasse pas le mètre de hauteur, et cette hauteur se réduit au fur et à mesure que la décomposition progresse, par tassement,. Les buttes ont une durée de vie de quelques années, après quoi elles doivent être reconstruites ,. Cependant, la quantité de terre de bonne qualité devrait avoir augmenté.

### Plantation
La butte peut être laissée à maturer pendant plusieurs semaines à plusieurs mois avant toute plantation, même si certains permaculteurs conseillent de planter immédiatement. Pendant la première année, la butte de culture peut être utilisée pour faire pousser des légumes gourmands en nutriments, comme des courgettes, concombres, tomates, pommes de terre, ou encore du chou. Plus tard, la butte de culture sera utilisée pour des cultures demandant moins de nutriments, comme des haricots ou des fraises.